# Cecilie Grundt
Cecilie Grundt (* 13. Juli 1991 in Stavanger) ist eine norwegische Jazzmusikerin (Tenor- und Sopransaxophon, Komposition).

## Leben und Wirken
Grundt lernte über die Plattensammlung in ihrer Familie von klein auf Musik kennen und interessierte sich bald für die Musik von Dexter Gordon und Charlie Parker. Im Alter von neun Jahren begann sie, Altsaxophon zu lernen. Sie erhielt Unterricht an der Stavanger Performing Arts School, während sie in verschiedenen Marching Bands und anderen Formationen auftrat. Im Alter von 14 Jahren spielte sie sowohl Alt- als auch Sopransaxophon; mit 16 Jahren wechselte sie unter dem Einfluss der Musik von John Coltrane, Sonny Rollins und Jan Garbarek zum Tenorsaxophon. Von 2015 bis 2018 studierte sie sowohl Architektur als auch im Jazzprogramm der Technisch-Naturwissenschaftlichen Universität Norwegens in Trondheim.
Grundt gründete 2016 dort ihr Cecilie Grundt Quintett, mit Øyvind Mathisen an der Trompete, Håvard Aufles am Klavier, Morten Stai am Bass und Åsmund Smidt am Schlagzeug. Die Band legte 2019 das Album Contemporary Old School vor, das von der Kritik als großes Debüt bewertet wurde. Weiterhin betreibt sie das Quartett Matrjosjka und ein weiteres eigenes Quartett; sie gehört zum Cosmic Swing Orchestra und der Gruppe ØyvindLand. 2020 wurde sie mit ihrem Quintett zum BMW Welt Jazz Award eingeladen. In Quartettbesetzung (mit Vigleik Storaas, David Andersson und Martin Mellem) veröffentlichte sie 2020 das Album Order and Chaos.